# Andalo Valtellino
Andalo Valtellino es una localidad y comune italiana de la provincia de Sondrio, región de Lombardía, con 548 habitantes.

## Evolución demográfica
| Gráfica de evolución demográfica de Andalo Valtellino entre 1861 y 2001 |
|                                                                         |
| Fuente ISTAT - elaboración gráfica de Wikipedia                         |